# Орден Братерства і єдності
Орден Братерства і єдності (сербохорв. Орден братства и јединства / Orden bratstva i jedinstva, словен. Red bratstva in enotnosti, мак. Орден братство и единство) — нагорода Соціалістичної Федеративної Республіки Югославія, що мала два ступені.

## Історія

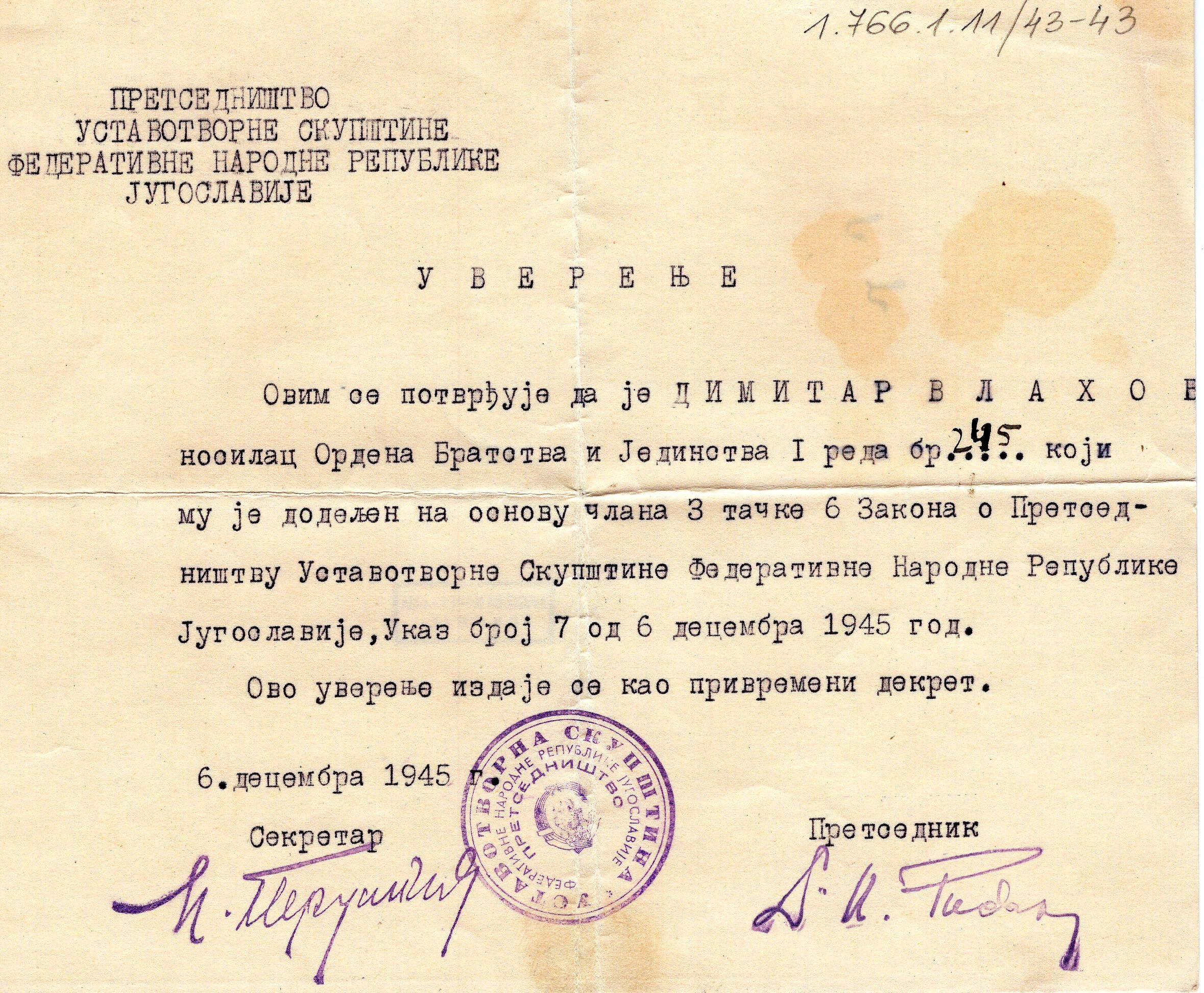
Рішення про нагородження Димитара Влахова Орденом Братерства і єдності. 1945 рік.

Орден був заснований Йосипом Брозом Тіто 15 серпня 1943 року Указом про нагородження в Народно-визвольній армії Югославії. 9 червня 1945 року Президія Антифашистського віча народного визволення Югославії ухвалила закон «Про ордени і медалі Демократичної Федеративної Югославії», за яким було створено два ступені ордена Братерства і єдності.
Нагородження орденом проводилося «за особисті заслуги в розширенні братерства між народами і народностями, за формування і розвиток політичної й моральної єдності народу». 1 березня 1961 року Законом про нагороди ФНРЮ було прийнято сучасну назву ордена. У списку нагород за важливістю орден I ступеня (орден Братерства і єдності з золотим вінком) займав 12-те місце, орден II ступеня (орден Братерства і єдності зі срібним вінком) — 21-ше місце.
Всього орденом нагороджено 59455 осіб, із них 3870 — орденом із золотим вінком і 55675 — орденом зі сріблястим вінком.
| орден Братерства і єдності з золотим вінком | орден Братерства і єдності зі срібним вінком |
| ------------------------------------------- | -------------------------------------------- |
|                                             |                                              |